# Kurt Babel
Kurt Babel (geboren 10. Oktober 1897 in Liegnitz, Deutsches Reich; gestorben 20. Februar 1968 in Prag) war ein kommunistischer sudetendeutscher politischer Funktionär (KSČ).

## Leben und Tätigkeit
Nach dem Schulbesuch wurde Babel Eisenbahner. 1912 trat er in die Gewerkschaft ein. Ab 1915 oder 1916 nahm er am Ersten Weltkrieg teil, in dem er in russische Kriegsgefangenschaft geriet. Im Anschluss an seine Repatriierung wurde er aktiver Gewerkschaftsfunktionär in Nordböhmen.
1925 trat Babel in die KSČ ein, für die er Funktionär in Komotau wurde. Von 1929 bis 1935 gehörte er für seine Partei der Nationalversammlung der Tschechoslowakei als Abgeordneter an.
In den Jahren 1935 bis 1938 war Babel Kreissekretär der KSČ in Teplitz-Schönau. In dieser Stellung unterstützte er deutsche kommunistische Emigranten, die in die Tschechoslowakei geflohen waren.
Nach dem Anschluss der Sudetengebiete an das Deutsche Reich ging Babel im Dezember 1938 in die Emigration nach Großbritannien, wo er Mitglied der Beuer-Gruppe wurde. Nach der Gründung des Sudetendeutschen Ausschuss („Vertretung der demokratischen Deutschen aus der ČSR“) wurde er 1943 Mitglied desselben.
Von den nationalsozialistischen Polizeiorganen wurde Babel nach seiner Emigration als Staatsfeind eingestuft: Im Frühjahr 1940 setzte das Reichssicherheitshauptamt in Berlin ihn auf die Sonderfahndungsliste G.B., ein Verzeichnis von Personen, die im Falle einer erfolgreichen Invasion und Besetzung der britischen Inseln durch die Wehrmacht von den Besatzungstruppen nachfolgenden Sonderkommandos der SS mit besonderer Priorität ausfindig gemacht und verhaftet werden sollten.
1945 kehrte Babel in die Tschechoslowakei zurück. Dort wurde er Mitarbeiter im Zentralkomitee der KSČ und später in der Ústřední rada odborů, dem Zentralrat der Gewerkschaften. Seine Hauptaufgaben in der Folgezeit bestand in der Durchführung von Propagandaarbeit unter den Deutschen in der Tschechoslowakei.
Von 1951 bis 1962 war Babel erster Chefredakteur der deutschsprachigen Gewerkschaftszeitung Aufbau und Frieden. Blatt der deutschen Werktätigen in der Tschechoslowakei in Prag. Von diesem Posten wurde er schließlich unter dem Vorwurf entlassen, eine oppositionelle Haltung gegen die Forcierung der Assimilierungspolitik der KSČ gegenüber der deutschen Minderheit Anfang der 1960er Jahre eingenommen zu haben.
Ab 1957 war Babel Kandidat und ab 1959 Mitglied des Zentralkomitees des Svaz československých novinářů (Verband der tschechoslowakischen Journalisten).